# ピーエーワークス
株式会社ピーエーワークス（英: P.A.WORKS Co.,Ltd.）は、日本のアニメ制作会社。略称は「PA」。商号としてはカタカナだが、主に「P.A.WORKS」と表記される。

## 概要・沿革

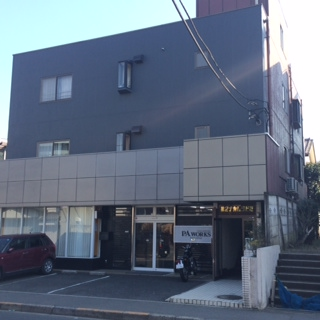
東京P-10スタジオ（制作・演出部門）

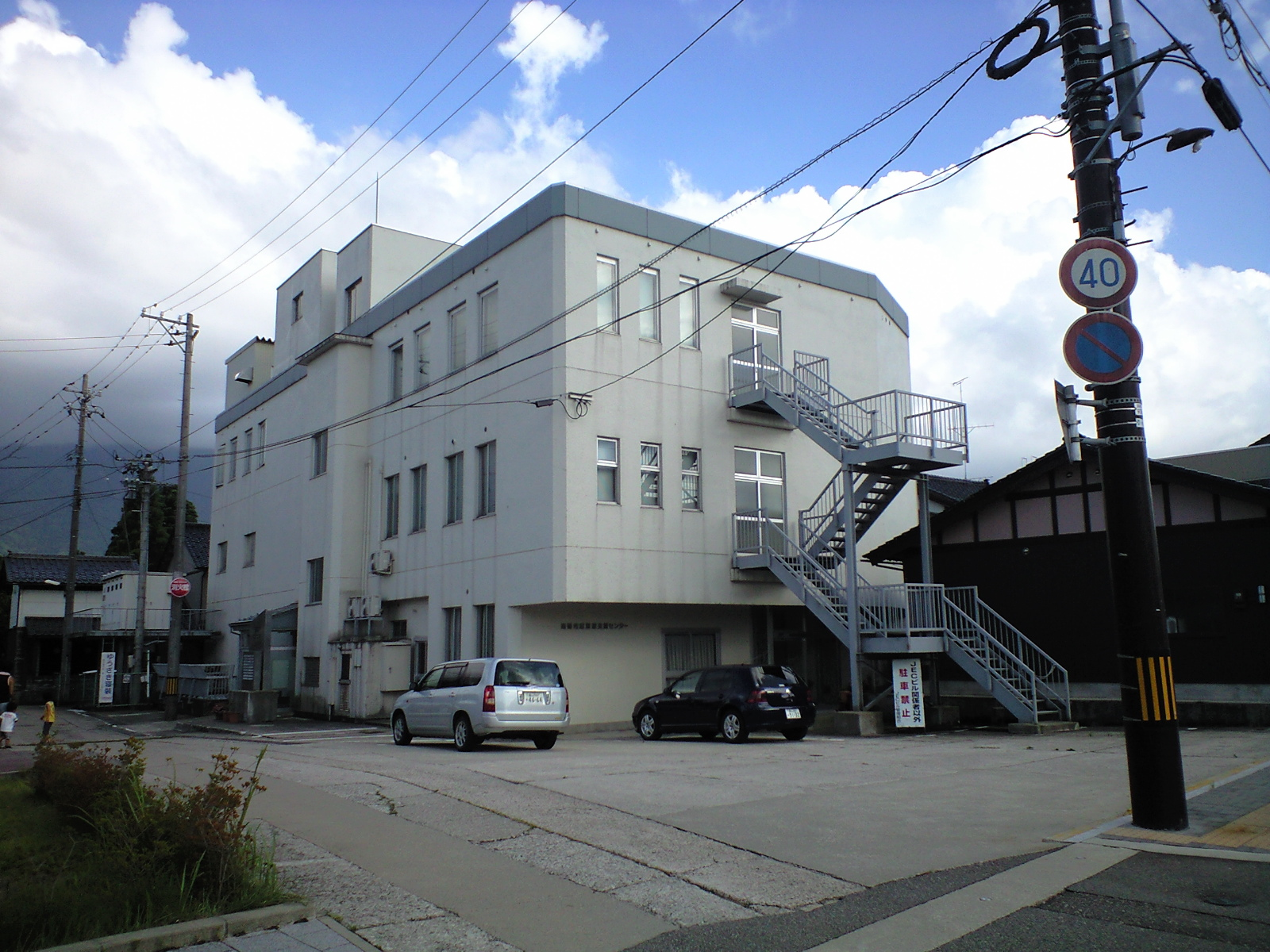
旧本社が入居していた南砺市起業家支援センター（JECビル）

タツノコプロ出身でProduction I.Gでプロデューサーを務めた堀川憲司が、ビィートレインの取締役を経て、富山県東礪波郡城端町（現：南砺市の一部）で越中動画本舗株式会社（えっちゅうどうがほんぽ）を2000年11月10日に設立した。2002年1月1日に株式会社ピーエーワークスに商号変更した。P.A.WORKS は「Progressive Animation Works」の略である。「天穂のサクナヒメ」ではPart-time Agriculture Worksと表現した。
設立の経緯は、堀川が家族との約束から富山へ戻る際、地元に制作会社を探しても見つからず、自らスタジオを立ち上げたのだという。
設立時、行政側から社屋として廃病院を改築した建物「南砺市起業家支援センター」の斡旋やケーブルテレビを利用したブロードバンド通信環境整備などの支援を受けている。また、福利厚生の一環としてアニメーターを対象に寮を整備している。
設立後はテレビゲームのムービーパートの制作のほか、テレビアニメではプロダクション・アイジーやボンズ制作作品のグロス請けを主とした。2008年の『true tears』が初の元請制作アニメとなった。
首都圏以外に本拠地を置きながら、アニメーションの元請制作を手がける企業の一つである。また、中小企業庁主催の「"ちいさな企業"未来会議」にクリエイティブ産業のコアメンバーの一社として参加している。
2016年、会社設立15周年を機に、東海北陸自動車道城端サービスエリアに隣接する桜ヶ池ハイウェイオアシス内の、南砺市が提供する企業誘致用地に移転した。
ファンとの交流の一環として、2012年より、その時期に放送されているアニメのオリジナルイラストがプリントされた「年賀状」「春便り」「暑中見舞い」を送っている。2020年には、ファンとの新しい関わり方を目指すとして、制作過程の公開やスタッフとファンの交流などを行うオンラインサロン「P.A.SALON」を開設した。P.A.SALONのP.Aは「Playful Adventure」の略である。
2018年4月、電子書籍専門レーベル「P.A.BOOKS」の立ち上げを発表。第一弾作品として、同年5月に『true tears』のノベライズ版を刊行した。作品は各主要電子書籍サイトで購入することができる。また同年にはクリエイターを養成するための「P.A.養成所」を設立し、後進の育成に取り組んでいる。
2020年11月に設立20周年を迎えたのを記念し、これまで手掛けてきた作品のオープニング曲とエンディング曲を集めたコンピレーション・アルバム『P.A.WORKS 20th Anniversary Theme Song Collection』が、2021年3月17日にランティスから発売された。
2024年1月1日に発生した能登半島地震では、富山県でも大きな揺れとなったが、翌日の会社公式X（旧Twitter）で、富山本社に大きな被害はなかったと報告された。

## 制作体制
2023年時点、富山本社スタジオと東京P-10スタジオ（東京都小平市学園西町）の2拠点体制である。富山本社ではクリエイター（作画・3DCG）が活動しているほか、演出・制作部門の一部が活動している。一方、東京P-10スタジオでは演出・制作部門のコアメンバーが活動している。
演出・作画部門は演出作業のほか、作画監督・原画をメインとするスタッフが所属している。2021年時点における同社の人材確保の目標は、1つの作品の中で演出と作画の7割を社内にて内製で制作すること。これは、代表の堀川曰く、スケジュール管理とクオリティ管理が十分に安定できる割合とのこと。2021年時点では作品にもよるが、割合の多い作品の場合は1作品全体における原画の約5割程度が所属スタッフにより内製されている。
一方で動画の工程に関しては2018年時点で動画部門を廃止した影響で、現在は動画検査を担当する数名ほどの動画マンしか所属していない。これは、新人動画マンへの給与面の問題があったほか、制作部のスケジュール管理能力の問題から、社内動画マンは海外のグロス請けスタジオに外注した動画のリテイク対応に時間を取られて自分たちの動画作業を行う時間が確保できない状態が続いたため、2018年に動画部門の廃止を決めた。また、社内の原画マンや作画監督のスケジュール管理の安定化を優先したことも影響している。2021年現在は最終工程までクオリティーを保つという現場体制を整えるため、将来的に動画部門を復活させる計画を立てている。
2020年以降の元請作品では、動画の工程を韓国のアニメ制作会社DR MOVIEが主に担当しており、動画工程のほか仕上げ（色彩）工程の一部下請けも担当。また、各話制作協力として話数単位のグロス請けを行うこともあり、作画監督・原画・動画・仕上げの工程をDR MOVIEで一手に担当することもある。
仕上げ（色彩）、撮影、背景美術に関しては社内に部門は設けておらず、外注の専門スタジオに発注している。
全ての元請作品で、仕上げをステラ・ロード（スタジオ・ロード）、撮影をT2 studioが担当している。
背景美術は多くの制作作品で美術スタジオのスタジオ・イースターやBamboo、GREEN（スタジオなや）が担当しており、映画『さよならの朝に約束の花をかざろう』ではスタジオ・イースターとBambooが共同で美術制作を務めた。その他、共同クラフト、草薙が背景美術を担当したこともある。
美術監督として『Angel Beats!』以降、東地和生を起用することが多い。東地が制作作品に参加するときには、東地がP.A.WORKSの東京スタジオ内に入り監督と共に作業を行っている。また、入射光などの光と影の演出にこだわるために外注している撮影作業に関しては、東地の方から監督の意向を撮影スタッフに細かく伝え、美麗な背景美術に定評のあるP.A.WORKS作品を支えている。

## 作風

### ジャンル・内容
『true tears』『TARI TARI』といった青春物、『Angel Beats!』『Charlotte』といったSF要素のある学園物など、女子高生ら若いヒロインが物語の中心となる作品を多く手掛けている。
温泉旅館で働く女子高生を主人公とした『花咲くいろは』（2011年）に続いて、『SHIROBAKO』（2014年）ではアニメ制作会社で働く女性を主役に据えたことから「お仕事シリーズ」と呼ばれるようになり、『サクラクエスト』（2017年）などを経て劇場版アニメ『駒田蒸留所へようこそ』（2023年）で5作品に至った。
初期作『CANAAN』や当社初のロボットアニメ『クロムクロ』など、ハードタッチのアクション系作品も若干手掛けている。
同社は、上記の作品を含む原作のないオリジナルアニメを制作することが多いが、『Another』『RDG レッドデータガール』『有頂天家族』といった（ライトノベルを除く）小説のアニメ化作品や、『パリピ孔明』のような漫画のアニメ化作品など、原作のある作品も制作している。中でも、当社初の原作付きアニメである『Another』はミステリ・ホラー作家の綾辻行人による小説をもとにしており、今まで制作してきた作品とは打って変わって、ホラー・サスペンス作品であった。
同社初の、テレビシリーズの劇場上映版ではないアニメーション映画として『さよならの朝に約束の花をかざろう』（岡田麿里初監督作品）が2018年に公開されている。

### 地域とのつながり
P.A.WORKSが手掛けている作品には、実在の地域を舞台に、あるいは舞台のモデルとして展開されているものがある。これらの地域に実在するものをモデルにした建物や街並みが作品に出てくるため、ファンの中には聖地巡礼のために、当該地域に訪れる者も多くいる。各作品の舞台については#テレビアニメを参照。また2023年からは北陸地方（富山県・石川県・福井県）に住む子どもたちや学生を対象に、夏休みの間にアニメーション・ワークショップを開催している。このワークショップは実際に作画作業を体験するなどしてアニメの作られ方を学ぶものである。2025年10月には本社のある南砺市で「灯祭－ランタンサイ－」を開催予定。設立から25年を迎える同社のこれまでの振り返りやスタジオ見学、アニメの制作体験として作画体験などの開催が予定されている。

## 作品履歴

### テレビアニメ

#### シリーズ作品
富山県内の地上波放送局で放送された（または、放送予定の）作品はタイトルを太字にしている。
| 開始年 | 放送期間         | タイトル                            | 監督              | シリーズ構成          | ライン プロデューサー | 原作       | レーベル                                       | 舞台もしくは そのモデルとなった 市区町村 | 備考                                                            |
| ------ | ---------------- | ----------------------------------- | ----------------- | --------------------- | --------------------- | ---------- | ---------------------------------------------- | ---------------------------------------- | --------------------------------------------------------------- |
| 2008年 | 1月 - 3月        | true tears                          | 西村純二          | 岡田麿里              | 辻充仁                | ゲーム     | バンダイビジュアル                             | 富山県南砺市                             |                                                                 |
| 2009年 | 7月 - 9月        | CANAAN                              | 安藤真裕          | 岡田麿里              | 辻充仁                | ゲーム     | ポニーキャニオン                               | 上海                                     |                                                                 |
| 2010年 | 4月 - 6月        | Angel Beats!                        | 岸誠二            | 麻枝准                | 辻充仁                | オリジナル | アニプレックス                                 | 石川県金沢市                             |                                                                 |
| 2011年 | 4月 - 9月        | 花咲くいろは                        | 安藤真裕          | 岡田麿里              | 辻充仁                | オリジナル | ポニーキャニオン                               | 石川県金沢市                             | 石川県の民放局でも放送。                                        |
| 2012年 | 1月 - 3月        | Another                             | 水島努            | 檜垣亮                | 相馬紹二              | 小説       | 角川書店                                       | 富山県南砺市                             |                                                                 |
| 2012年 | 7月 - 9月        | TARI TARI                           | 橋本昌和          | 橋本昌和              | 辻充仁                | オリジナル | ポニーキャニオン                               | 神奈川県藤沢市・鎌倉市                   | 神奈川県の民放局でも放送。                                      |
| 2013年 | 4月 - 6月        | RDG レッドデータガール              | 篠原俊哉          | 横手美智子            | 相馬紹二              | 小説       | 角川書店                                       | 奈良県吉野郡十津川村                     |                                                                 |
| 2013年 | 7月 - 9月        | 有頂天家族                          | 吉原正行          | 菅正太郎              | 相馬紹二              | 小説       | バンダイビジュアル                             | 京都府京都市                             | 京都府の民放局でも放送。                                        |
| 2013年 | 10月 - 2014年4月 | 凪のあすから                        | 篠原俊哉          | 岡田麿里              | 辻充仁                | オリジナル | NBCユニバーサル・エンターテイメントジャパン    | 三重県熊野市                             |                                                                 |
| 2014年 | 7月 - 9月        | グラスリップ                        | 西村純二          | 佐藤梨香 西村純二     | 辻充仁                | オリジナル | ポニーキャニオン                               | 福井県坂井市                             | 福井県の民放局でも放送。                                        |
| 2014年 | 10月 - 2015年3月 | SHIROBAKO                           | 水島努            | 横手美智子            | 相馬紹二              | オリジナル | ワーナー・ブラザース・ホームエンターテイメント | 東京都武蔵野市                           |                                                                 |
| 2015年 | 7月 - 9月        | Charlotte                           | 浅井義之          | 麻枝准                | 辻充仁                | オリジナル | アニプレックス                                 | 東京都・神奈川県・静岡県                 |                                                                 |
| 2016年 | 1月 - 3月        | ハルチカ 〜ハルタとチカは青春する〜 | 橋本昌和          | 吉田玲子              | 辻充仁                | 小説       | 角川書店                                       | 静岡県静岡市                             | 静岡県の民放局でも放送。                                        |
| 2016年 | 4月 - 9月        | クロムクロ                          | 岡村天斎          | 檜垣亮                | 相馬紹二              | オリジナル | ポニーキャニオン                               | 富山県黒部市・中新川郡立山町・富山市     |                                                                 |
| 2017年 | 4月 - 9月        | サクラクエスト                      | 増井壮一          | 横谷昌宏              | 山本輝                | オリジナル | TOHO animation                                 | 富山県南砺市                             |                                                                 |
| 2017年 | 4月 - 6月        | 有頂天家族2                         | 吉原正行          | 檜垣亮                | 相馬紹二              | 小説       | DMM pictures                                   | 京都府京都市                             | 京都府の民放局でも放送。                                        |
| 2018年 | 4月 - 6月        | ウマ娘 プリティーダービー           | 及川啓            | 石原章弘 杉浦理史     | 橋本真英              | ゲーム     | Cygames                                        | 東京都府中市                             |                                                                 |
| 2018年 | 7月 - 9月        | 天狼 Sirius the Jaeger              | 安藤真裕          | 小柳啓伍              | 辻充仁                | オリジナル | ワーナー・ブラザース・ホームエンターテイメント | 東京都                                   |                                                                 |
| 2018年 | 10月 - 12月      | 色づく世界の明日から                | 篠原俊哉          | 柿原優子              | 山本輝                | オリジナル | ハピネット                                     | 長崎県長崎市                             |                                                                 |
| 2019年 | 4月 - 6月        | Fairy gone フェアリーゴーン         | 鈴木健一          | 十文字青              | 山本輝                | オリジナル | TOHO animation                                 | N/A                                      | 第1クール                                                       |
| 2019年 | 10月 - 12月      | Fairy gone フェアリーゴーン         | 鈴木健一          | 十文字青              | 山本輝                | オリジナル | TOHO animation                                 | N/A                                      | 第2クール                                                       |
| 2020年 | 1月 4月 - 7月    | A3! SEASON SPRING & SUMMER          | 中園真登 篠原啓輔 | ハヤシナオキ          | N/A                   | ゲーム     | ポニーキャニオン                               | N/A                                      | 共同制作：Studio 3Hz                                            |
| 2020年 | 4月 7月 - 9月    | 天晴爛漫!                           | 橋本昌和          | 橋本昌和              | 橋本真英              | オリジナル | KADOKAWA                                       | N/A                                      |                                                                 |
| 2020年 | 10月 - 12月      | 神様になった日                      | 浅井義之          | 麻枝准                | 山本輝                | オリジナル | アニプレックス                                 | 山梨県山梨市                             | 山梨県の民放局でも放送。                                        |
| 2020年 | 10月 - 12月      | A3! SEASON AUTUMN & WINTER          | 迫井政行          | ハヤシナオキ          | N/A                   | ゲーム     | ポニーキャニオン                               | N/A                                      | 共同制作：Studio 3Hz                                            |
| 2021年 | 7月 - 12月       | 白い砂のアクアトープ                | 篠原俊哉          | 柿原優子              | 橋本真英              | オリジナル | DMM pictures                                   | 沖縄県南城市                             | 沖縄県の民放局でも放送。                                        |
| 2022年 | 4月 - 6月        | パリピ孔明                          | 本間修            | 米内山陽子            | 辻充仁 山本輝         | 漫画       | avex pictures                                  | 東京都渋谷区                             |                                                                 |
| 2022年 | 10月 - 12月      | アキバ冥途戦争                      | 増井壮一          | 比企能博              | 橋本真英              | オリジナル | Cygames                                        | 東京都千代田区                           |                                                                 |
| 2023年 | 1月 - 4月        | Buddy Daddies                       | 浅井義之          | 柿原優子 下倉バイオ   | 橋本真英              | オリジナル | アニプレックス                                 | 福岡県福岡市                             |                                                                 |
| 2023年 | 4月 - 6月        | スキップとローファー （第1期）      | 出合小都美        | 出合小都美            | 辻充仁 山本輝         | 漫画       | DMM Pictures                                   | 東京都杉並区 石川県珠洲市                | 石川県の民放局でも放送。 2025年1月よりNHK Eテレにて実質再放送。 |
| 2024年 | 7月 - 9月        | 真夜中ぱんチ                        | 本間修            | 白坂英晃              | 橋本真英              | オリジナル | KADOKAWA                                       | N/A                                      |                                                                 |
| 2024年 | 7月 - 9月        | 菜なれ花なれ                        | 柿本広大          | 柿本広大              | 小西翼                | オリジナル | DMM Pictures                                   | 群馬県前橋市・高崎市・沼田市             | 群馬県を対象域に含む東京都の民放局でも放送。                    |
| 2024年 | 7月 - 9月        | 天穂のサクナヒメ                    | 吉原正行          | 花田十輝              | 相馬紹二 伊藤翔太郎   | ゲーム     | TOHO animation                                 | N/A                                      |                                                                 |
| 2025年 | 4月 - 6月        | 日々は過ぎれど飯うまし              | 川面真也 春水融   | 比企能博              | 本島一也              | オリジナル | アニプレックス                                 | 東京都八王子市                           |                                                                 |
| 2025年 | 7月 -            | 帝乃三姉妹は案外、チョロい。        | 松林唯人          | 伊神貴世              | 辻充仁                | 漫画       | アニプレックス                                 | N/A                                      |                                                                 |
| 2025年 | 10月 -           | 永久のユウグレ                      | 津田尚克          | 津田尚克              | 未公表                | オリジナル | 毎日放送                                       | N/A                                      |                                                                 |
| 未公表 | 未公表           | スキップとローファー （第2期）      | 出合小都美        | 出合小都美 米内山陽子 | 未公表                | 漫画       | DMM Pictures                                   | 東京都杉並区 石川県珠洲市                |                                                                 |

- 2017年4月から6月までの1クール内で、同社初となる『サクラクエスト』と『有頂天家族2』の2作品が放送された。
- P.A.WORKSの本社がある富山県では『ウマ娘 プリティーダービー』以降、県内民放局では放送されていない作品が出てきている（ただし、BSデジタル放送により視聴は可能）。

#### 単発番組
| 放送年 | 放送日  | タイトル             | 監督     | プロデューサー    | 脚本     | 備考                               |
| ------ | ------- | -------------------- | -------- | ----------------- | -------- | ---------------------------------- |
| 2011年 | 2月20日 | マイの魔法と家庭の日 | 吉原正行 | 堀川憲司 菊池宣広 | 菅正太郎 | 富山県内全ての民放テレビ局で放送。 |

### 劇場アニメ
| 公開年 | 公開日      | タイトル                                            | 監督     | 脚本              | ライン プロデューサー | 原作       | 配給         | レーベル                                   | 備考                                                          |
| ------ | ----------- | --------------------------------------------------- | -------- | ----------------- | --------------------- | ---------- | ------------ | ------------------------------------------ | ------------------------------------------------------------- |
| 2009年 | 12月19日    | レイトン教授と永遠の歌姫                            | 橋本昌和 | 松井亜弥          | 堀川憲司              | ゲーム     | 東宝         | ポニーキャニオン                           | 共同制作：OLM Team Kamei                                      |
| 2011年 | 3月5日      | 万能野菜 ニンニンマン                               | 吉原正行 | 吉原正行          | 堀川憲司              | オリジナル | N/A          | N/A                                        | 2010年度若手アニメーター育成プロジェクト「PROJECT A」参加作品 |
| 2013年 | 3月9日      | 劇場版 花咲くいろは HOME SWEET HOME                 | 安藤真裕 | 岡田麿里          | 辻充仁                | オリジナル | ショウゲート | ポニーキャニオン                           |                                                               |
| 2018年 | 2月24日     | さよならの朝に約束の花をかざろう                    | 岡田麿里 | 岡田麿里          | 堀川憲司              | オリジナル | ショウゲート | バンダイビジュアル（バンダイナムコアーツ） | 岡田麿里初監督作品                                            |
| 2020年 | 2月29日     | 劇場版 SHIROBAKO                                    | 水島努   | 横手美智子        | 相馬紹二              | オリジナル | ショウゲート | ハピネットピクチャーズ                     |                                                               |
| 2023年 | 11月10日    | 駒田蒸留所へようこそ                                | 吉原正行 | 木澤行人 中本宗応 | N/A                   | オリジナル | ギャガ       | N/A                                        |                                                               |
| 2025年 | 1月17日     | 劇場版プロジェクトセカイ 壊れたセカイと歌えないミク | 畑博之   | 米内山陽子        | N/A                   | ゲーム     | 松竹         | N/A                                        |                                                               |
| 2025年 | 8月29日予定 | 不思議の国でアリスと -Dive in Wonderland-           | 篠原俊哉 | 柿原優子          | 未公表                | 小説       | 松竹         | 未公表                                     |                                                               |
| 2026年 | 冬          | ガールズ&パンツァー もっとらぶらぶ作戦です！        | 下田正美 | 木村暢            | 未公表                | 漫画       | ショウゲート | 未公表                                     | 『ガールズ&パンツァー』の派生作品 共同制作：アクタス          |

### Webアニメ
| 配信年 | タイトル                                                                                                 | 監督   | アニメーション プロデューサー | 原作   |
| ------ | --- | ------ | ----------------------------- | ------ |
| 2023年 | プロジェクトセカイ カラフルステージ! feat. 初音ミク 3周年記念 メインストーリーダイジェストアニメーション | 畑博之 | 山本輝                        | ゲーム |

### ゲーム
| 発売年 | タイトル                              | 備考                              |
| ------ | ------------------------------------- | --------------------------------- |
| 2002年 | トライアングル・アゲイン              | オープニングムービー制作          |
| 2002年 | ワイルドアームズ アドヴァンスドサード | オープニングムービー制作          |
| 2006年 | レイトン教授と不思議な町              | -2007年、アニメーションパート制作 |
| 2007年 | レイトン教授と悪魔の箱                | アニメーションパート制作          |
| 2008年 | レイトン教授と最後の時間旅行          | アニメーションパート制作          |
| 2008年 | ひぐらしデイブレイクPortable          | オープニングムービー制作          |
| 2009年 | トリガーハート エグゼリカ             | オープニングムービー制作          |
| 2009年 | レイトン教授と魔神の笛                | アニメーションパート制作          |
| 2011年 | レイトン教授と奇跡の仮面              | アニメーションパート制作          |
| 2013年 | レイトン教授と超文明Aの遺産           | アニメーションパート制作          |
| 2017年 | ウマ娘 プリティーダービー             | アニメーションパート制作          |

### 制作協力
| 年     | タイトル                                            | 制作元請                       | 備考     |
| ------ | --------------------------------------------------- | ------------------------------ | -------- |
| 2004年 | 攻殻機動隊S.A.C                                     | Production I.G.                |          |
| 2005年 | 鋼の錬金術師                                        | ボンズ                         |          |
| 2007年 | ヱヴァンゲリヲン新劇場版:序                         | スタジオカラー                 |          |
| 2008年 | とらドラ！                                          | J.C.STAFF                      |          |
| 2009年 | ヱヴァンゲリヲン新劇場版:破                         | スタジオカラー                 |          |
| 2012年 | ヱヴァンゲリヲン新劇場版:Q                          | スタジオカラー                 |          |
| 2012年 | おおかみこどもの雨と雪                              | スタジオ地図                   |          |
| 2013年 | ROBOTICS;NOTES                                      | Production I.G.                |          |
| 2015年 | ガールズ&パンツァー 劇場版                          | アクタス                       | 第二原画 |
| 2017年 | 劇場版ソードアート・オンライン オーディナルスケール | A-1 Pictures                   |          |
| 2019年 | 鬼滅の刃                                            | ufotable                       |          |
| 2019年 | 天気の子                                            | コミックス・ウェーブ・フィルム |          |
| 2021年 | ウマ娘 プリティーダービー Season 2                  | スタジオKAI                    | 制作協力 |

### その他
| 年     | タイトル                                                                  | 備考 |
| ------ | ------------------------------------------------------------------------- | --- |
| 2009年 | 富山観光アニメプロジェクト「泣かせる空に会いたい 立山の恋人編」           | |
| 2009年 | 富山観光アニメプロジェクト「泣かせる海に会いたい 海辺の友情編」           | |
| 2009年 | 富山観光アニメプロジェクト「泣かせる味に会いたい 五箇山のおじいちゃん編」 | |
| 2011年 | 北陸銀行CM                                                                | 五箇山や金沢城、福井県立恐竜博物館など、北陸各地の人々の写真がイラストへと切り替わる。                           |
| 2012年 | マイの越中万葉体験記                                                      | 高志の国文学館内上映用アニメ。                                                                                   |
| 2013年 | 恋旅〜True Tours Nanto                                                    | 専用アプリによりスマートフォンで舞台となった地域で視聴可能。南砺市のエリア放送なんとちゃんねるでも放送していた。 |
| 2013年 | Planet:Valkyrie［プラネットワルキューレ］                                 | 茅原実里の楽曲をテーマにアニメーションを付加。                                                                   |
| 2019年 | リーグ・オブ・レジェンド（LoL）                                           | プロモーションPV、監督：山下清悟                                                                                 |

## 関連人物

### 所属スタッフ

#### 制作
- 堀川憲司（代表取締役・プロデューサー）
- 相馬紹二（制作業務部長・プロデューサー）
- 辻充仁（制作部部長・プロデューサー）
- 山本輝（プロデューサー）
- 仲村直人（プロデューサー）
- 橋本真英（プロデューサー）
- 小西翼（制作デスク）
- 奥津暁子（宣伝担当）

#### 演出家・アニメーター
- 吉原正行（共同創設者・クリエイション部部長、監督）
- 太田知章（演出）
- 藤井康雄（演出）
- 許琮（演出）
- 阿部ゆり子（演出）
- 橘内諒太（演出）
- 関口可奈味（キャラクターデザイナー）
- 川面恒介（キャラクターデザイナー）
- 秋山有希（キャラクターデザイナー）
- 牧野博美（キャラクターデザイナー）
- 小島明日香（作画監督）
- 井上裕亮（作画監督）
- 宮崎司（作画監督）
- 水野紗世（作画監督）
- 山方春香（作画監督）

#### 3DCG
- 市川元成（3D監督）
- 鈴木晴輝（3D監督）

### 関連スタッフ

#### 演出家・アニメーター
- 西村純二（監督）
- 安藤真裕（監督）
- 岸誠二（監督）
- 水島努（監督）
- 橋本昌和（監督）
- 篠原俊哉（監督）
- 浅井義之（監督）
- 岡村天斎（監督）
- 増井壮一（監督）
- 今泉賢一（演出）
- 菅沼芙実彦（演出）
- 倉川英揚（演出）
- 平田雄三（キャラクターデザイナー）
- 石井百合子（キャラクターデザイナー）
- 竹下美紀（キャラクターデザイナー）
- 大東百合恵（キャラクターデザイナー）
- 宮岡真弓（美術設定）
- 井上俊之（メインアニメーター）
- 宮下雄次（作画監督）
- 杉光登（作画監督）
- 鍋田香代子（作画監督）

#### 脚本家
- 岡田麿里
- 麻枝准
- 檜垣亮
- 横手美智子
- 佐藤梨香
- 吉田玲子
- 小柳啓伍（元同社制作進行）

#### その他
- 永谷敬之（インフィニット代表取締役・プロデューサー）
- 小川耕平（3D監督）
- 桐谷太力（3D監督)
- 春田幸祐（3D監督）
- 菅原美佳（色彩設計）
- 井上佳津枝（色彩設計）
- 中野尚美（色彩設計）
- 東地和生（美術監督）
- 高橋歩（編集）
- 竹中信広（元同社制作進行、現：Cygamesアニメ事業部長）
- 金子敦史（元同社制作進行、現：A-1 Picturesプロデューサー）

## 労働問題

### 嘱託スタッフによるSNS投稿
2016年、ピーエーワークスに勤務しているというスタッフがSNS上で報酬支払明細書の画像を公開し、同社の労働環境について明かした。Business Journalによれば、公開された明細書には、弁当代・寮費・バス定期代などを控除した結果、支払額が1477円だった月が含まれていた。また、公開された中で最も高額だったのは、2016年10月分の6万7569円だったという。このスタッフは動画担当から原画担当に昇格できないまま3年目を迎えると、机代として月6000円を徴収されるとも述べていた。こうした投稿は同年11月に注目を集め、同社は11月4日に公式サイト上で声明を発表し、SNS上の投稿によって関係者に迷惑をかけたことを謝罪した。Business Journalの取材に対して、同社は1477円および6万7569円の支払額については事実と認めた一方で、机代の徴収については否定している。